# 印尼日产汽车
印尼日产汽车有限责任公司，簡稱印尼日产汽车，成立于1986年，是由日產汽車株式會社和印支美孚集团共同出资成立，也就是由印加雅股份有限公司和伊斯瑪仕·日产股份有限公司接收而設。 
该公司坐落在印度尼西亚雅加达（Nissan TB. Simatupang Bldg. 5th Floor Jl. RA. Kartini Kav. II S No. 7, Jakarta 12310, Indonesia），而主要於印度尼西亚銷售和生產各種轎車。

## 主要产品

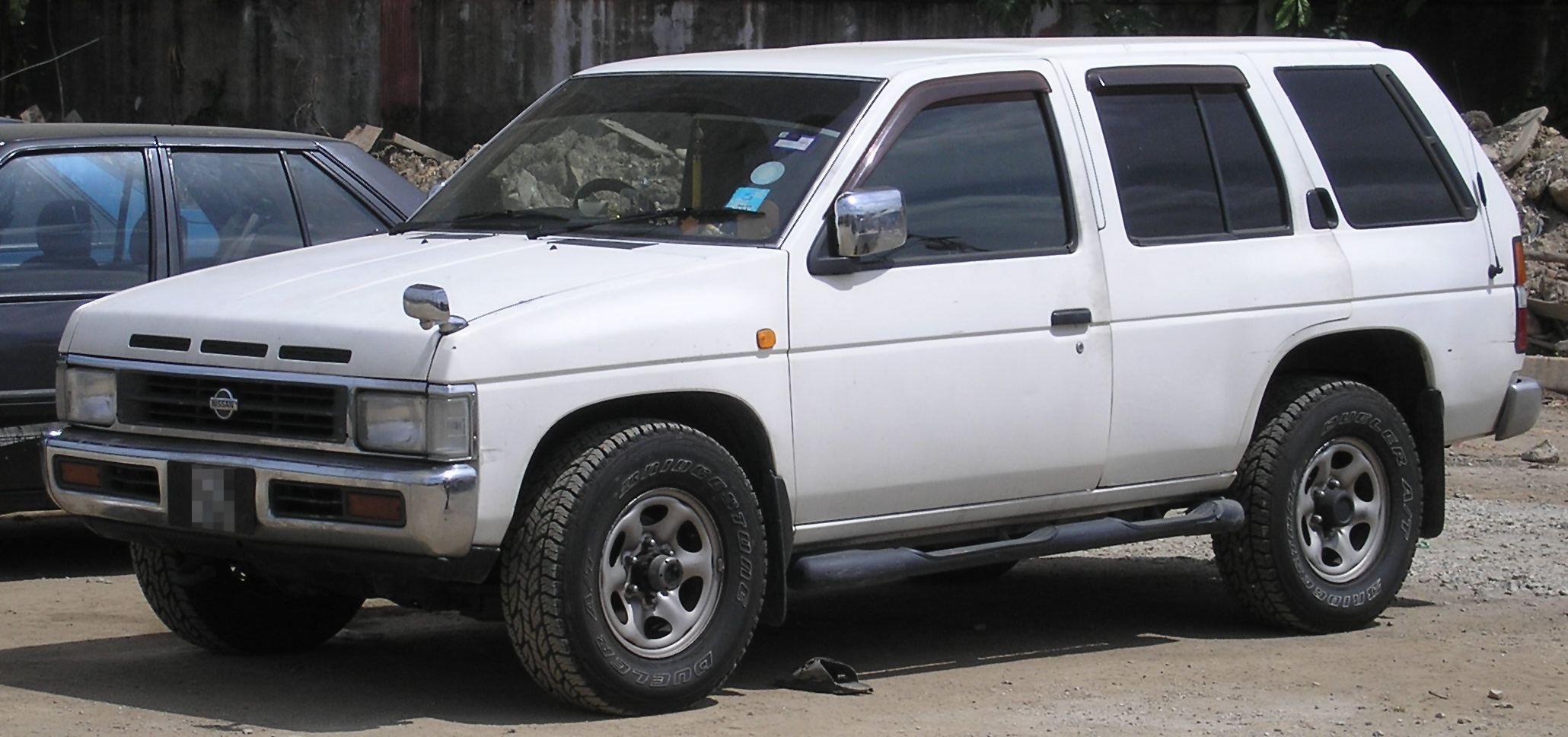
日产拉诺 1986-2007
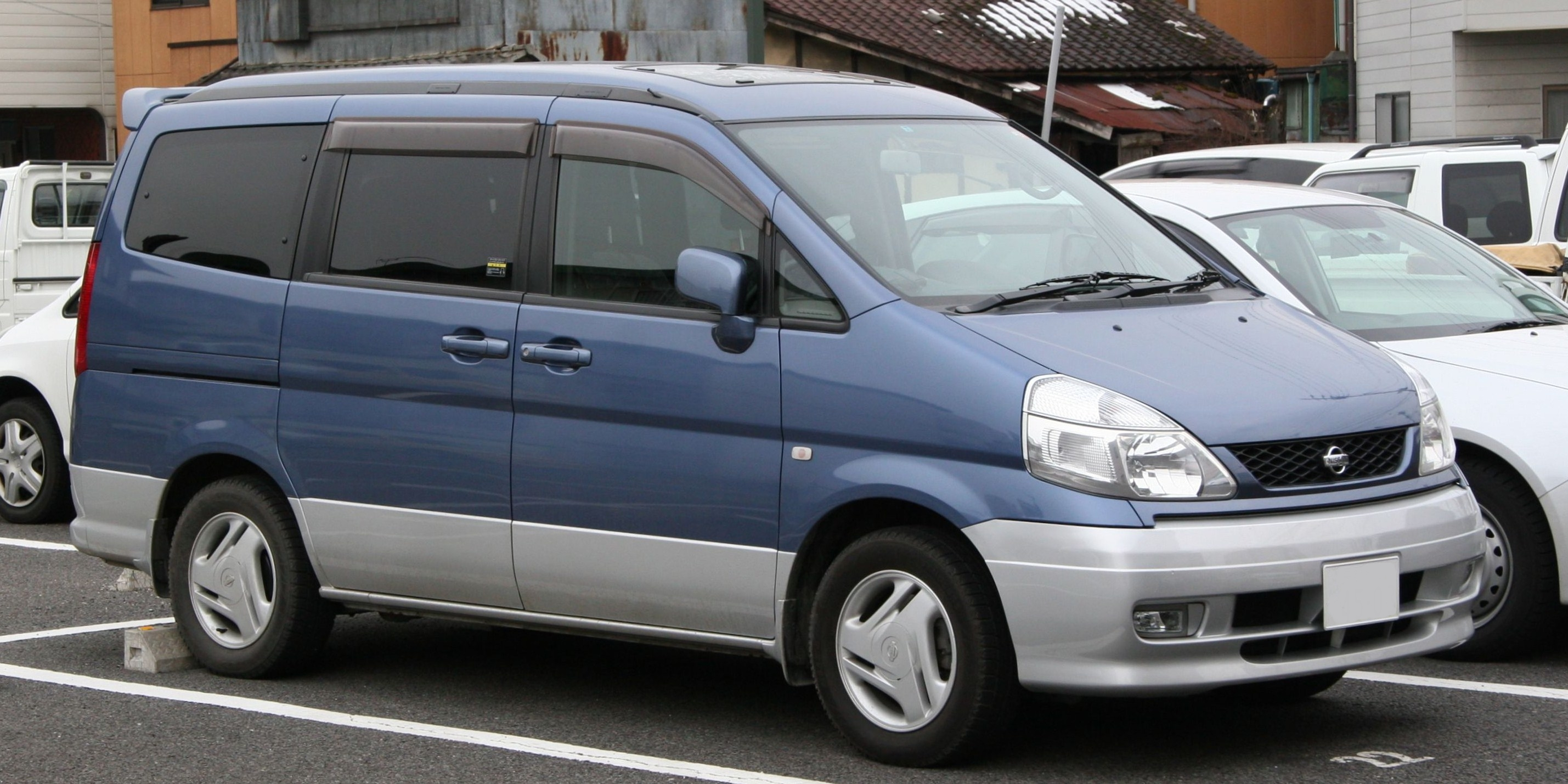
日产塞尔纳 since 1999
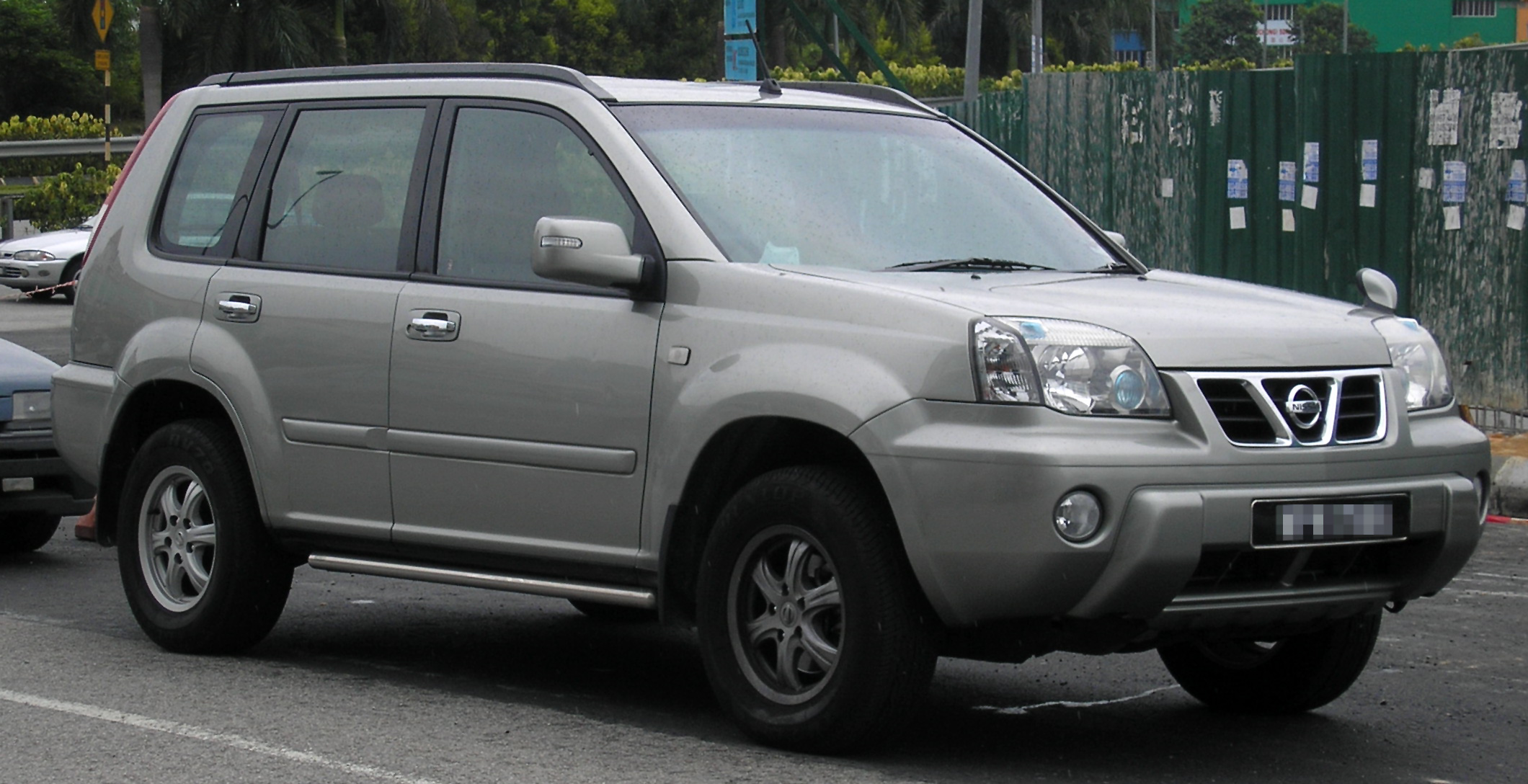
日产奇骏 2001-2007
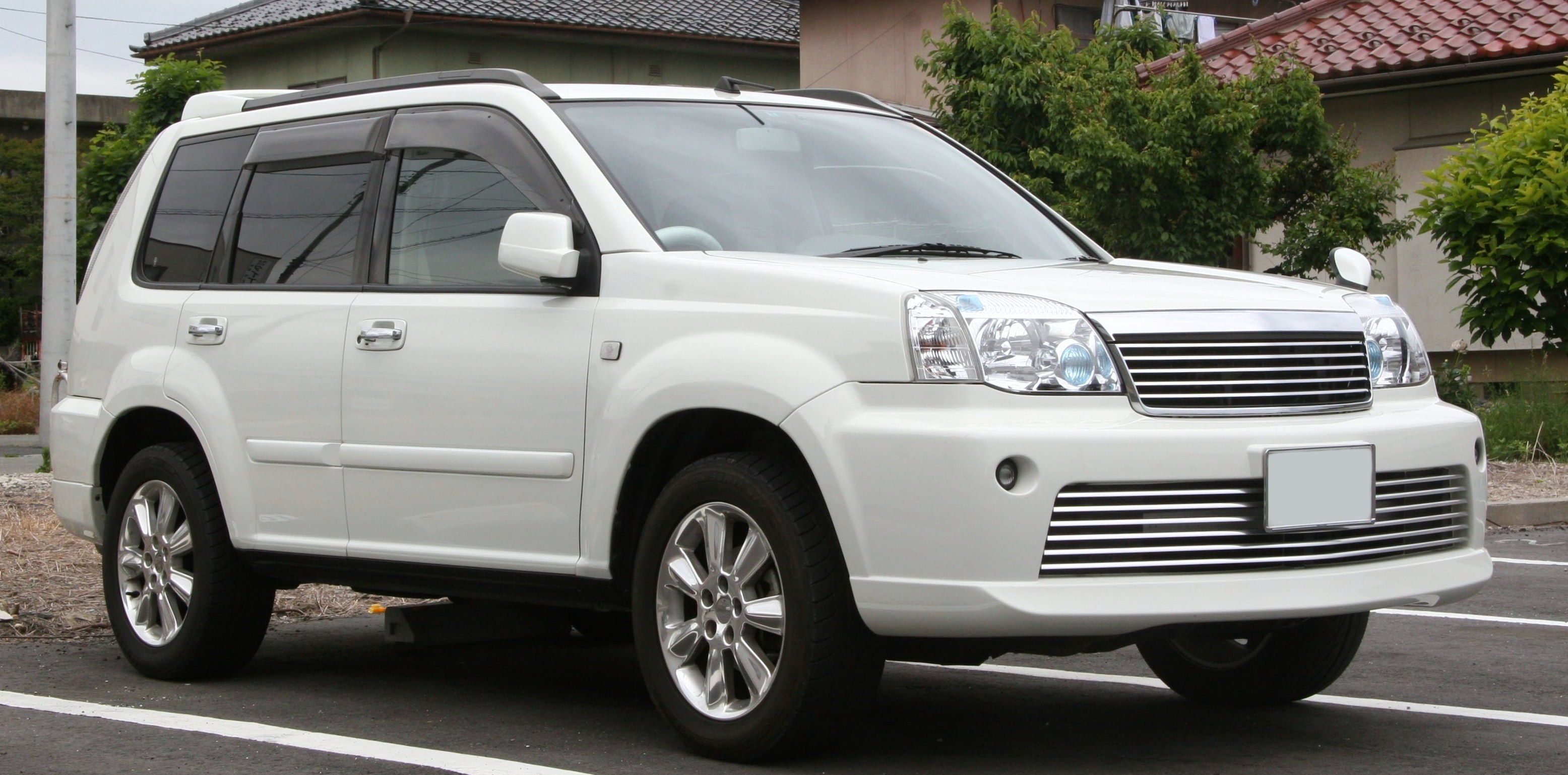
日产奇骏骑士 2001-2007
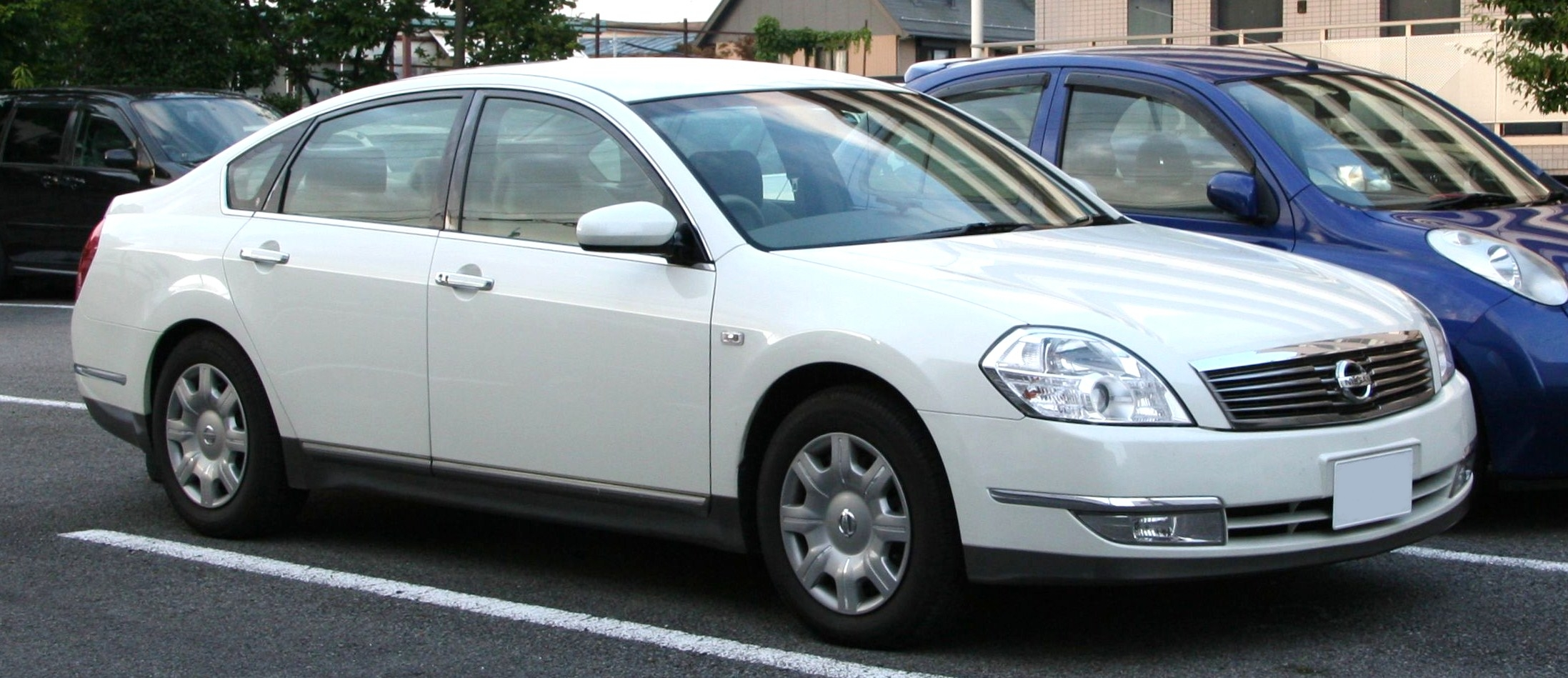
日產天籟 2005-2008
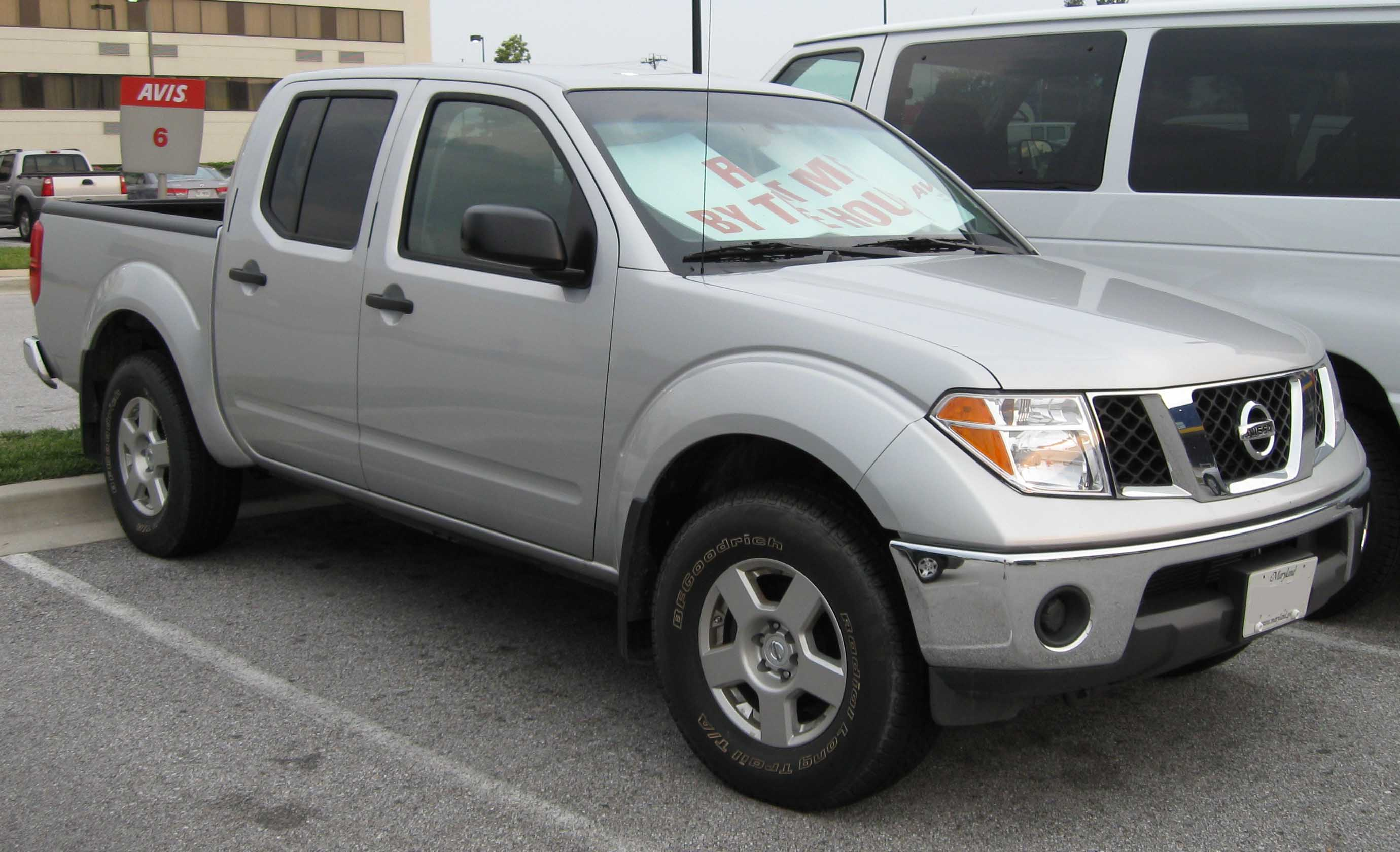
日产边疆纳瓦拉 since 2005
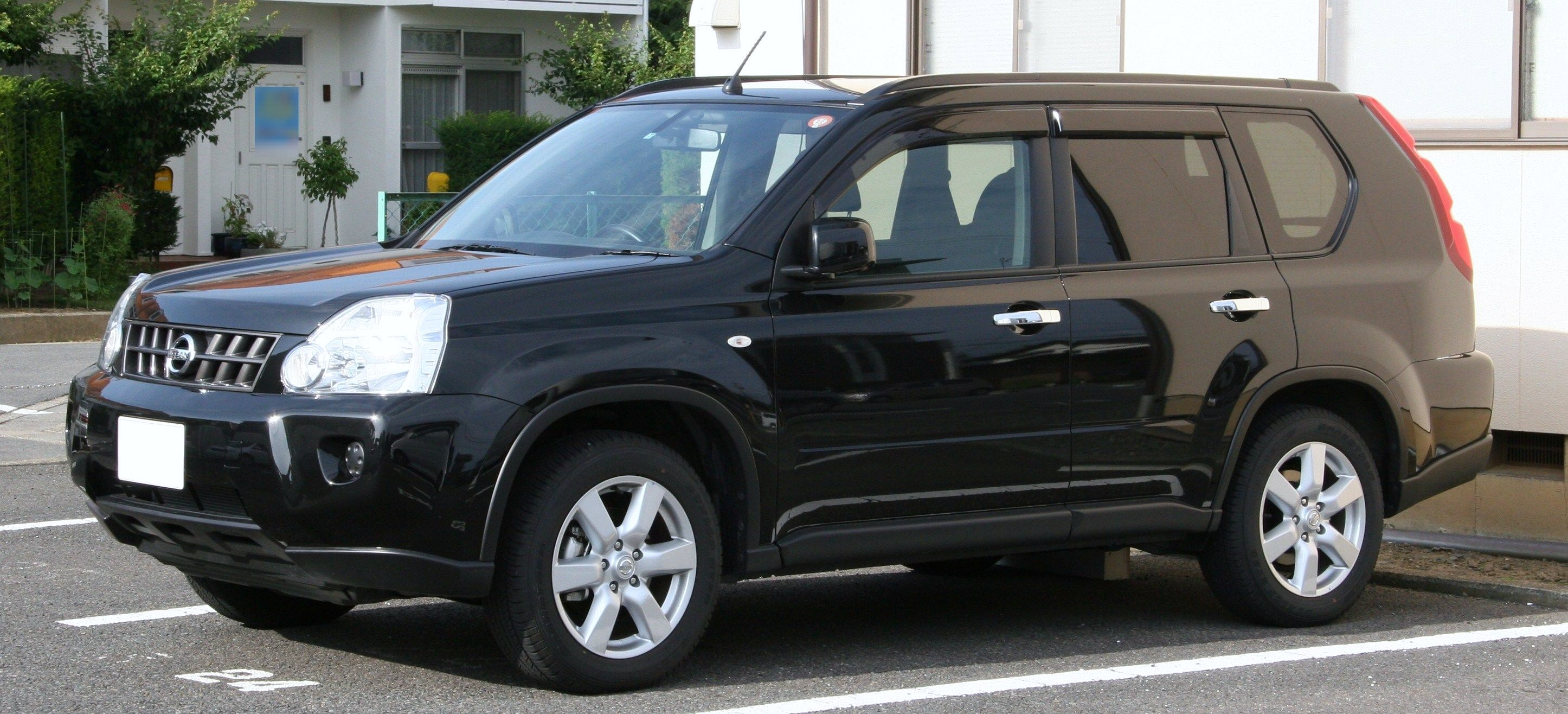
日产奇骏 since 2007
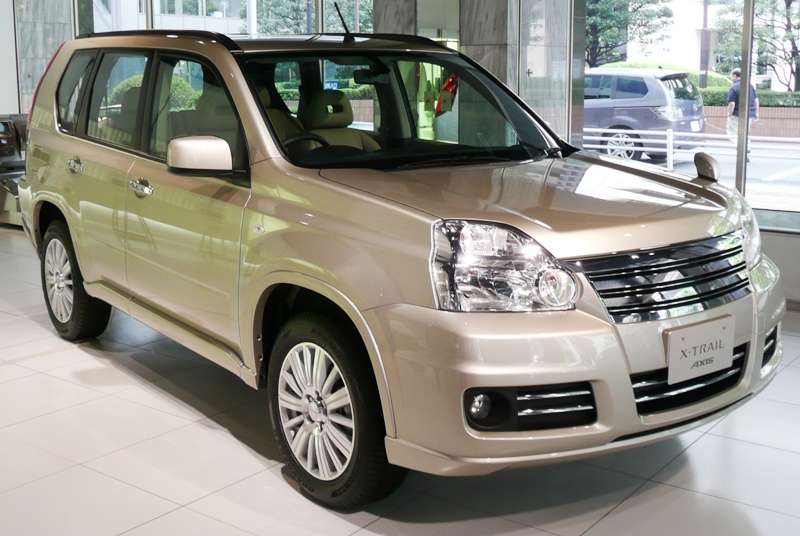
日产奇骏轴 since 2007
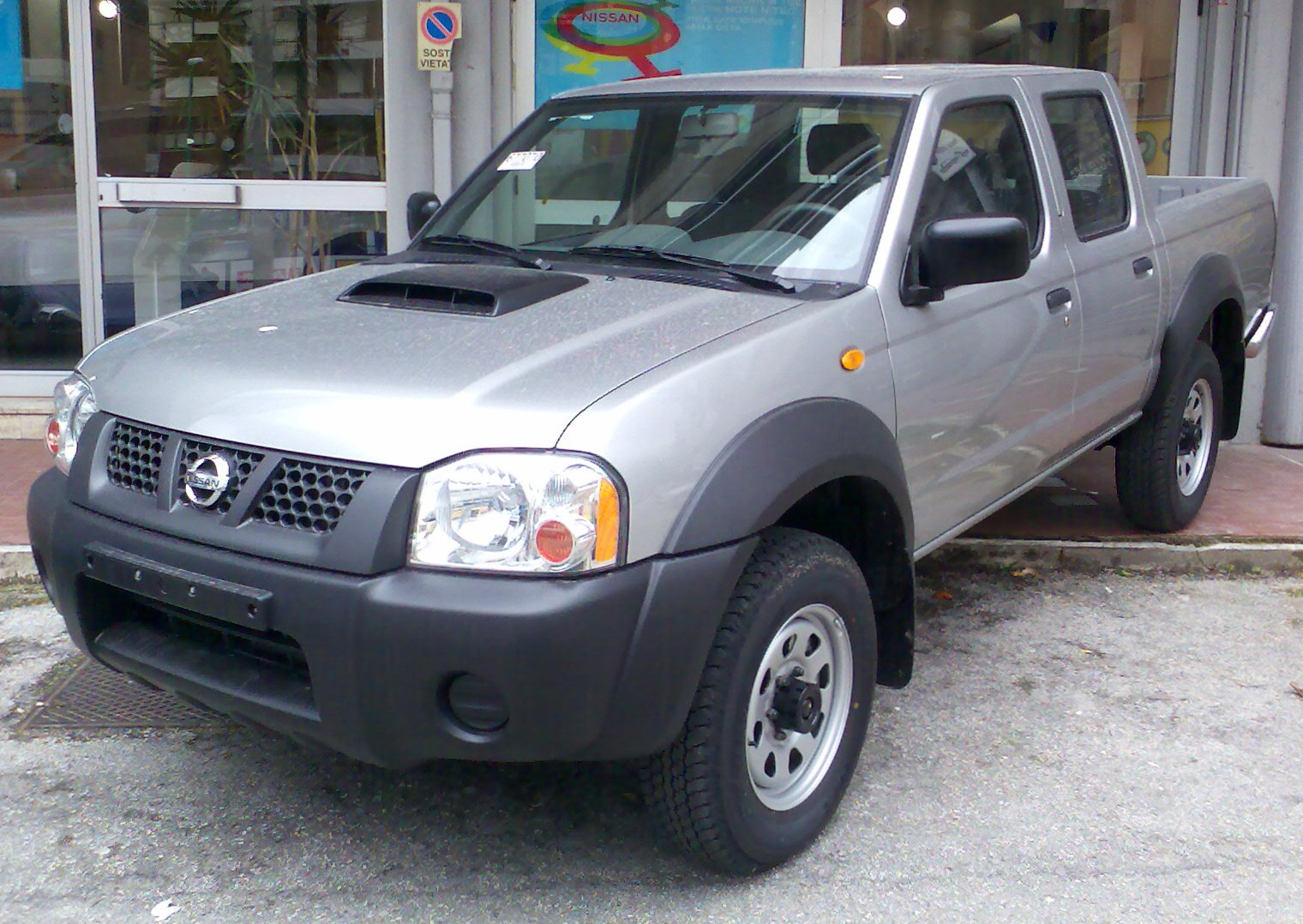
日产NP300边疆 since 2007
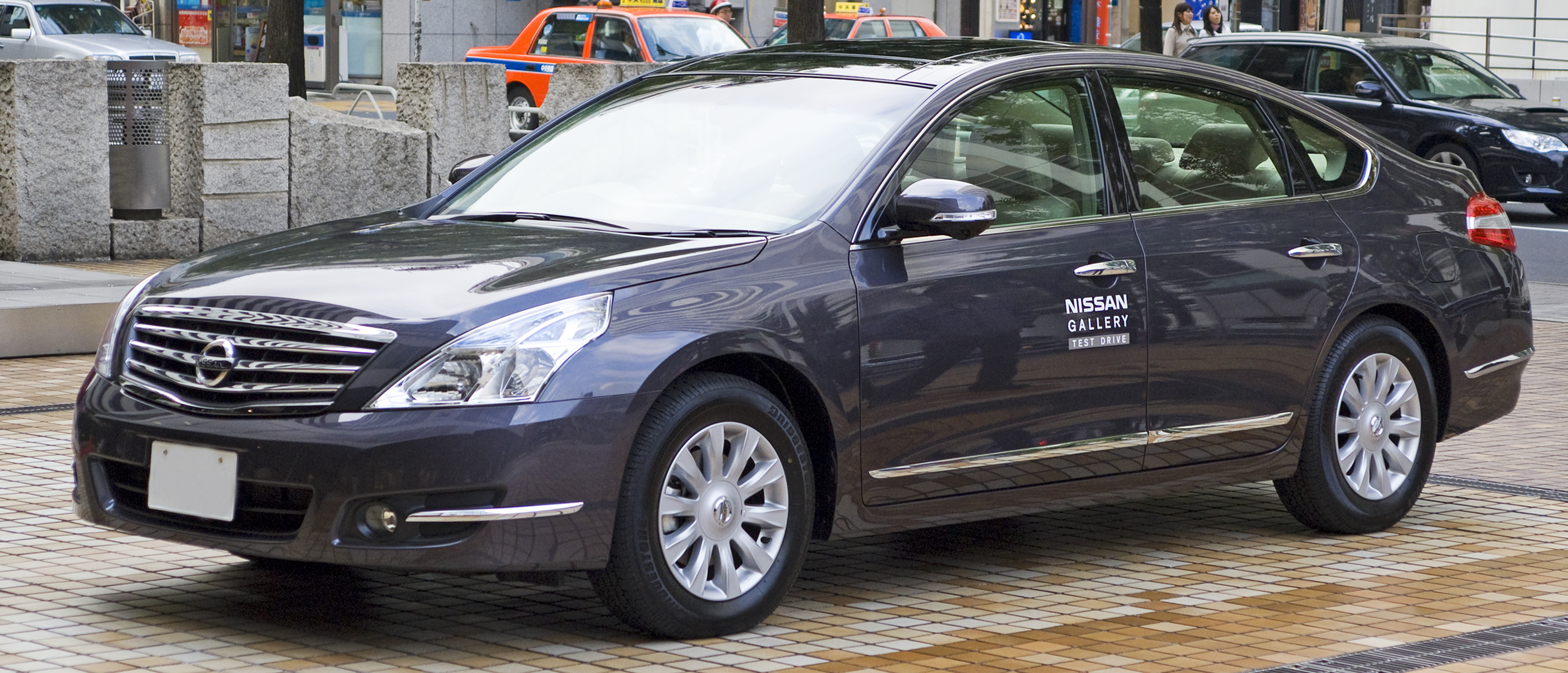
日產天籟 since 2008